# 蒂豪尼修道院

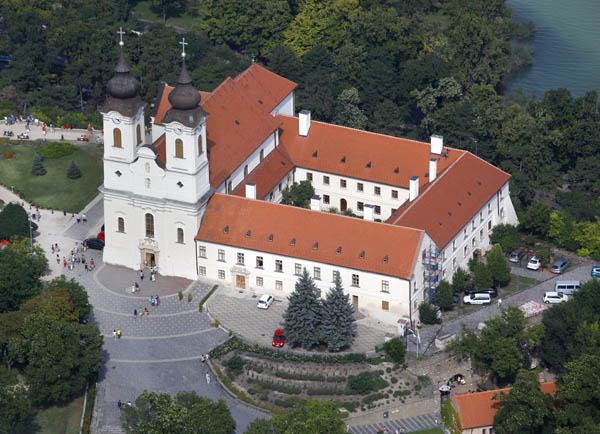

蒂豪尼修道院（Tihany Abbey）是位於匈牙利城市蒂豪尼的一座修道院。蒂豪尼修道院始建於1055年。

## 外部連結
- （匈牙利文） Tihanyi Bencés Apátság （页面存档备份，存于）

46°54′50″N 17°53′22″E / 46.91389°N 17.88944°E